# Rio João Surrá
Rio João Surrá är ett vattendrag i Brasilien.   Det ligger i delstaten Paraná, i den södra delen av landet, 1 000 km söder om huvudstaden Brasília.
I omgivningarna runt Rio João Surrá växer i huvudsak städsegrön lövskog. Runt Rio João Surrá är det mycket glesbefolkat, med 4 invånare per kvadratkilometer.